# Dunwich
För orten i Lovecrafts berättelser, se Dunwich (fiktiv ort).
Dunwich är en by och civil parish i Suffolk i England, tidigare med som mest cirka 3 000 invånare och med åtta kyrkor och tre kapell (det påstås dock att det finns tecken på att det funnits upp till 18 kyrkor och kapell). På grund av erosion från havet minskade stadens storlek och betydelse successivt från 1300-talet. Orten hade 84 invånare 2001.
Dunwich har fortfarande status som stad (town), men är egentligen en mycket liten kustby. Orten hade vid mitten på 1800-talet en befolkning på endast 237 personer.